# 奧克奧克山
12°23′32″S 75°39′21″W / 12.39222°S 75.65583°W
奧克奧克山（Uqi Uqi），是秘魯的山峰，位於該國中南部利馬大區，由堯約斯省的拉勞斯區負責管轄，屬於秘魯中部山脈的一部分，海拔高度5,000米。